# Giovanni Andrea Fioroni
Giovanni Andrea Fioroni, také psán Fiorini nebo Florono, (1716? Pavia – 19. prosince 1778 Milán) byl italský skladatel, dirigent a varhaník.

## Život

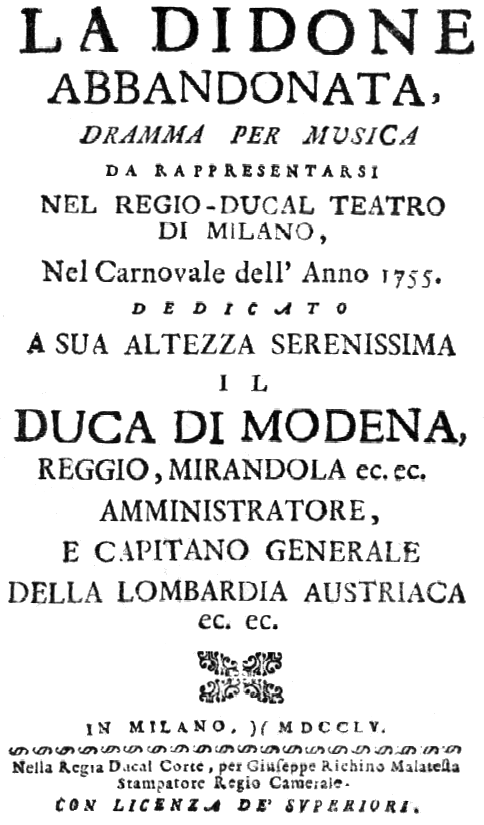
Titulní strana libreta opery Didone abbandonata.

Svá hudební studia započal v Pavii. Pokračoval pak v Neapoli u Leonarda Lea na konzervatoři Pietà dei Turchini (Conservatorio della Pietà dei Turchini). Po ukončení studií se vrátil do Pavie. 16. prosince 1747 vyhrál soutěž na místo kapelníka milánské katedrály, kde vystřídal Giovanni Battistu Sammartiniho nejen ve funkci varhaníka, ale i učitele. Komponoval skladby pro několik milánských kostelů. Mezi jeho žáky vynikli zejména Quirino Gasparini a Tommaso Marchesi.

## Dílo
Zkomponoval na 300 skladeb převážně pro chrámové účely. Užíval rozsáhlý instrumentální aparát včetně několika sborů. Jeho skladby byly po dlouhou dobu velmi oblíbené. Byly hrány ve dvou milánských chrámech ještě o století později. Z jeho operního díla je známa pouze opera Didone abbandonata uvedená v Teatro Regio Ducale v roce 1735.